# Autorretratos de Goya

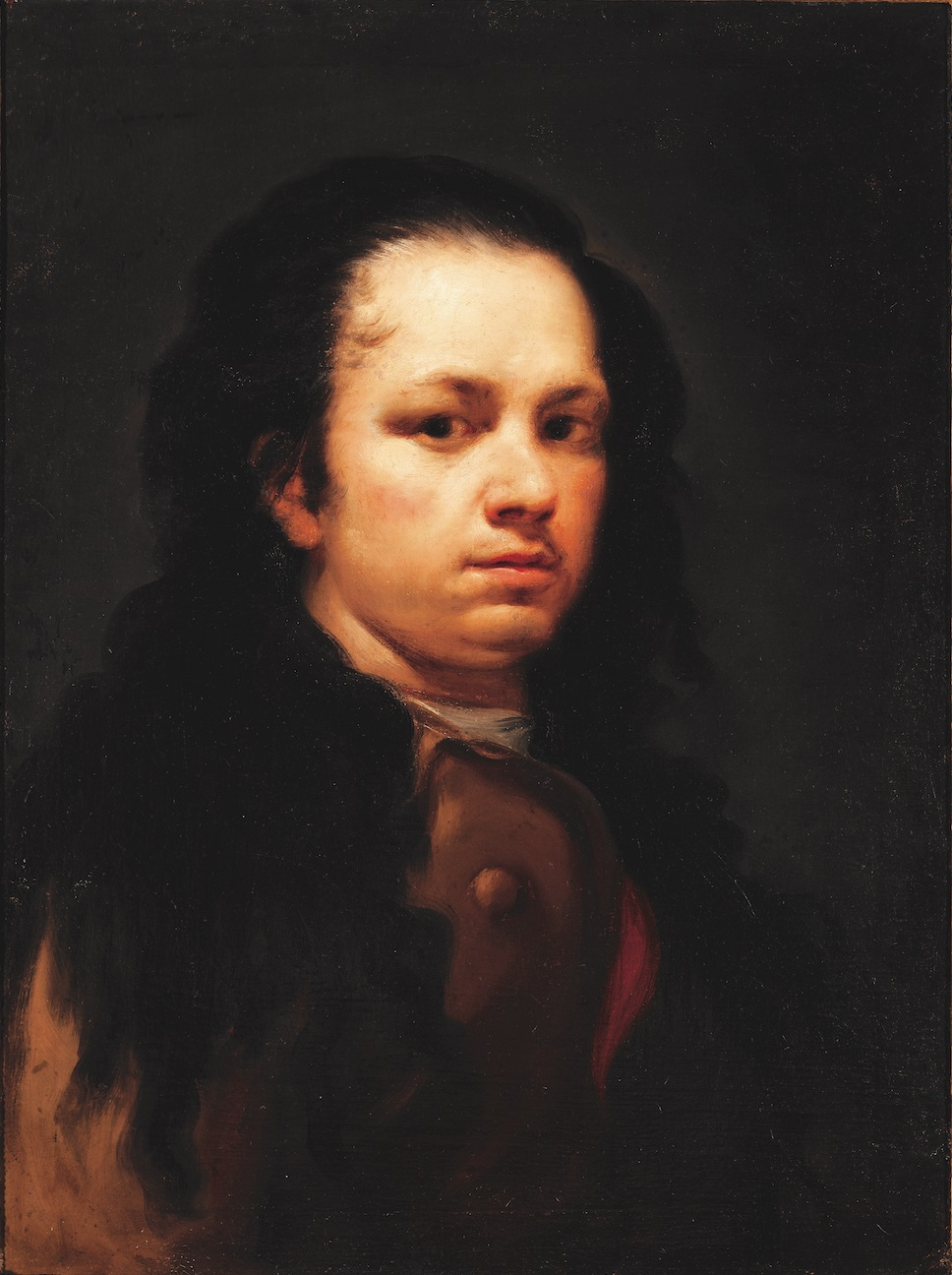
Autorretrato (h. 1775), colección privada. Es el primer autorretrato que se conoce de Goya.

Francisco de Goya realizó numerosos autorretratos a partir de los cuales se puede estudiar la evolución del aspecto físico e incluso aspectos de su condición humana, tanto en óleos como en dibujos; unas veces con su efigie, otras de cuerpo entero y en numerosas ocasiones incluido en el conjunto de un cuadro de grupo.

## Década de 1770

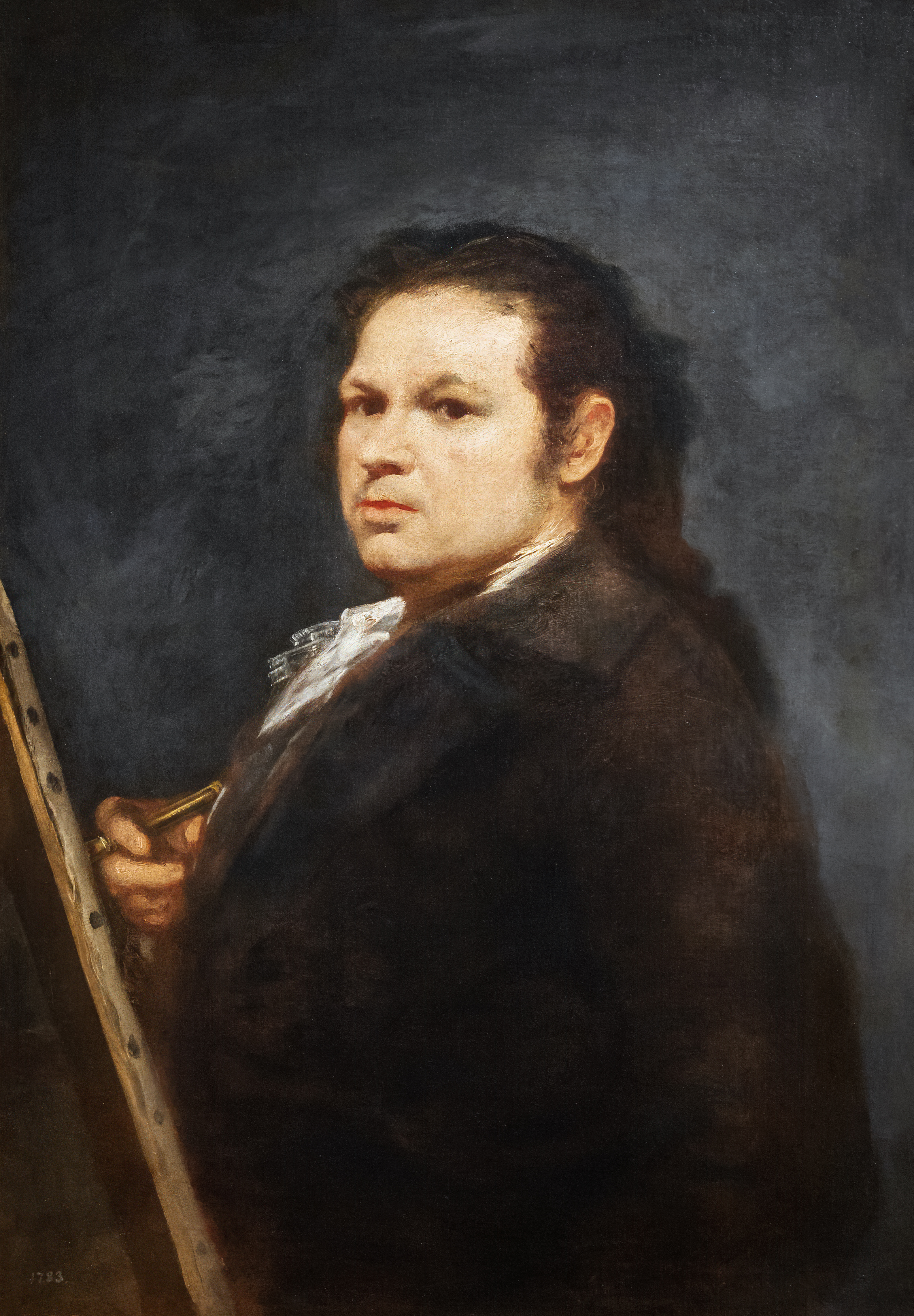
Autorretrato (1783), Museo de Agen, Francia

El autorretrato más temprano que se conoce fue realizado hacia 1775 (óleo sobre lienzo, 59,6 x 44,6 cm, colección Fundación Ibercaja) posiblemente a su llegada a Madrid. Da cuenta de su imagen tras la vuelta de su viaje a Italia de 1770, si bien Juan José Luna es partidario de una datación anterior a este año, considerándolo un retrato hecho para que su familia lo tuviera presente ante su inmediato viaje. Aparece con larga melena, evocando posiblemente la imagen de los maestros barrocos, con una actitud de firmeza, seguridad en sí mismo y un punto de rebeldía a juzgar por la cabellera suelta que le cae hasta los hombros. Pintado con minuciosidad, destaca un rostro redondeado, nariz algo chata y una constitución gruesa, aunque de noble prestancia. Se aprecia en esta obra la influencia de Antón Rafael Mengs, tanto en la aplicación de la pintura como por el parecido a un autorretrato del propio Mengs realizado hacia 1773.

## Década de 1780
Hay que esperar hasta la década de los años 1780 para encontrar una nueva imagen del artista. Esta vez aparece con el cuerpo de perfil pintando un gran lienzo y mirando hacia el espectador. Despojado de atributos relacionados con su cargo de pintor real, gira su rostro hacia el motivo que pinta, dándonos así una imagen del mismo en ligero escorzo. La pincelada es aquí más suelta, Goya aparece vestido con ropa cómoda en un interior, adelantando el modelo de retrato burgués que le será propio a partir de estos años.
De la misma época es el autorretrato que incluyó en la pintura para una de las capillas de San Francisco el Grande, Predicación de San Bernardino de Siena, donde el pintor reafirma su personalidad apareciendo en una de las obras que emprendió con mayor ambición. Asimismo aparece en el Retrato del Conde de Floridablanca de 1783 y en la obra que dedicó al año siguiente a representar la familia del infante Luis de Borbón. Más tarde, en 1800, aparece pintando un gran lienzo, al modo que lo hizo Velázquez en Las Meninas, en el retrato de La familia de Carlos IV.
También existen numerosos dibujos en que el artista se autorretrata. El busto con peluca del Museo de Bellas Artes de Boston a grafito, también de hacia 1783, el del Museo de Arte Moderno de Nueva York, con sombrero de tres picos o tricornio (h. 1790 o quizá anterior a 1783, a juzgar por el atuendo dieciochesco y la robustez del rostro), y otro de alrededor de 1800, pintado a tinta china y aguada. Ha sido muy comentado este último retrato en el que aparece su cara totalmente de frente y orlada con una melena medusea unida por las patillas a la barba, contorneando todo el óvalo del rostro, con una mirada de gran intensidad. Ha sido visto como un retrato plenamente romántico que guarda curiosas similitudes con los que dibujó el surrealista Antonin Artaud tras la Segunda Guerra Mundial.

## Década de 1790

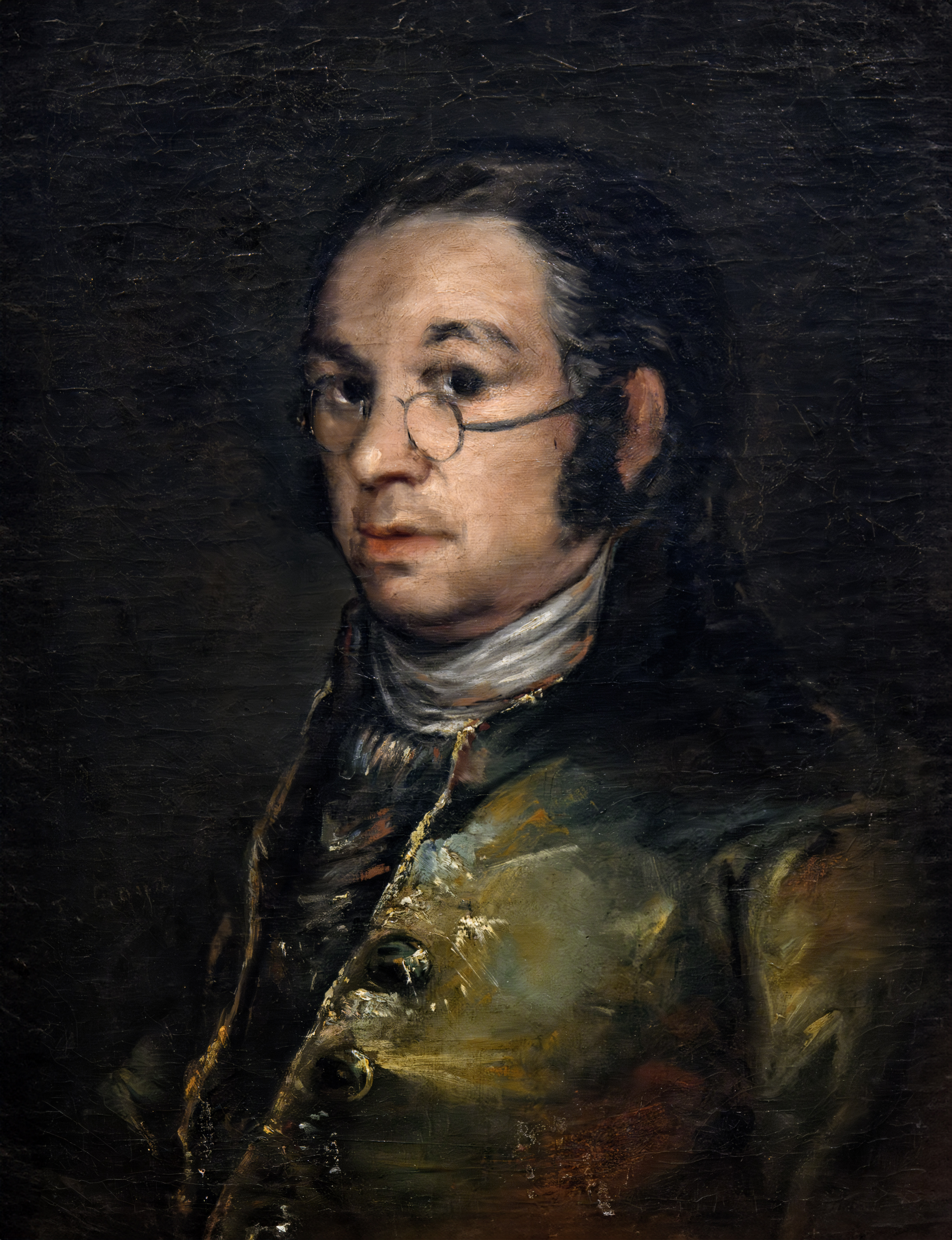
Autorretrato (h. 1797-1800) del Museo Goya de Castres (Francia)

Entre los años 1797 y 1799 Goya trabajó en la estampación de la serie de Los caprichos. Para su frontispicio dudó entre dos imágenes que contienen sendos autorretratos. En un primer momento pensó en situar al frente la que luego sería la estampa n.º 43, «El sueño de la razón produce monstruos», en uno de cuyos dibujos preparatorios (h. 1797) se aprecia la imagen del artista reclinado y rodeado de sueños de pesadilla constituidos claramente por la representación de su rostro. Sin embargo, se decantó finalmente por abrir Los caprichos con su autorretrato Francisco Goya y Lucientes, pintor, con sombrero de copa, descrito en la época como de gesto satírico, en alusión a la intención crítica de esta colección. De él se conserva un dibujo previo de busto completo. En otro borrador dibujado previamente al Sueño de la mentira y la inconstancia, estampa destinada a Los caprichos que no llegó a ser incluida en la serie, también se ve a Goya en relación con la imagen de una mujer que tiene rasgos de la duquesa de Alba y aparece con dos rostros, cual Jano bifronte, lo que de nuevo lleva a pensar en un posible despecho amoroso sufrido por el artista.

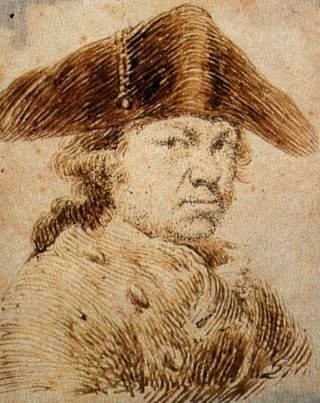
Autorretrato con sombrero de tres picos (h. 1790) de pluma y tinta sepia, colección Lehman, Nueva York

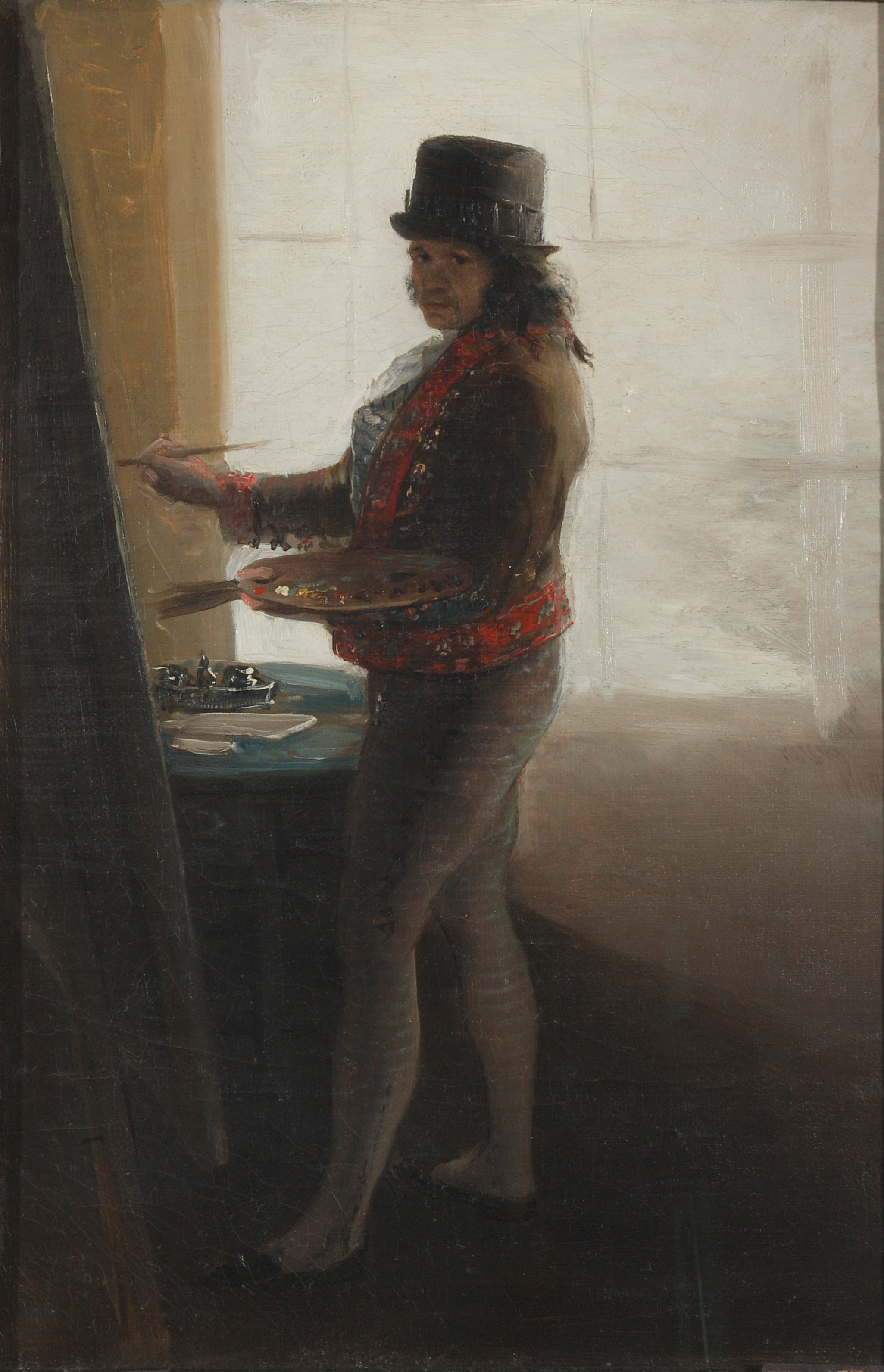
Autorretrato ante el caballete (1790-1795), Real Academia de Bellas Artes de San Fernando

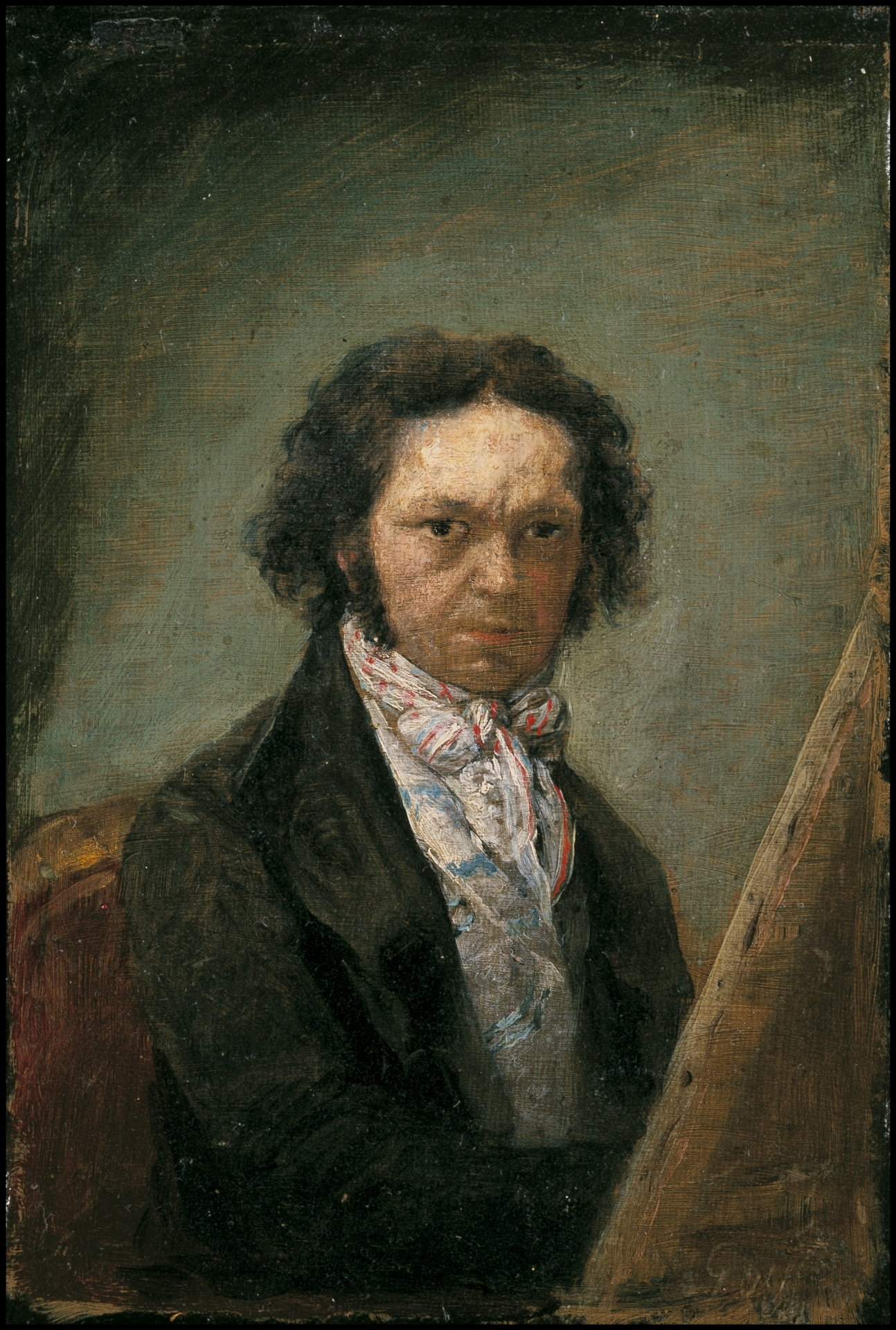
Autorretrato (1795), Museo del Prado

De características similares al muy comentado dibujo a la aguada de 1800, es un minúsculo retrato al óleo sobre lienzo (18 x 12 cm) que fue pintado en torno a 1795, con toda probabilidad elaborado como regalo a la duquesa de Alba, a cuyos herederos perteneció hasta su salida a subasta en 1989. Aquí aparece, con fondo neutro, gris, sentado ante un lienzo, mirando hacia lo que parece ser su modelo y con un atuendo a la última moda del momento, de lo que destaca un gran pañuelo blanco al cuello. El cuadro fue adquirido por el Museo Nacional del Prado en 1995.
Es muy significativo un pequeño retrato de cuerpo entero conservado en la Academia de San Fernando y pintado entre 1790 y 1795: el llamado Autorretrato en el taller. El artista de perfil, a contraluz, lleva un extraño sombrero en el que hay unos soportes para poner velas, con las que se supone que pintaba de noche. Nos habla de su actividad como intelectual —la luz destaca una mesita con recado de escribir— y de su aprecio por la actividad alejada de los encargos oficiales. En esta época renunció a labores como pintor de cartones para tapices alegando motivos de salud, pero el cuadro nos lo muestra activo —como ratifica su biografía de estos años— y gozando de la pintura que se alejaba de los encargos oficiales.
Otros dos autorretratos al óleo muy parecidos entre sí, incluso parece que vaya vestido con la misma ropa, de busto corto y con gafas se encuentran en el Museo Goya de Castres y en el Museo Bonnat de Bayona, ambos en Francia. Es posible que el segundo mencionado sea un boceto para el primero, siendo este más elaborado. Adopta en ellos la pose de un tertuliano burgués, vestido como sus amigos ilustrados Jovellanos o Saavedra.

## Década de 1810

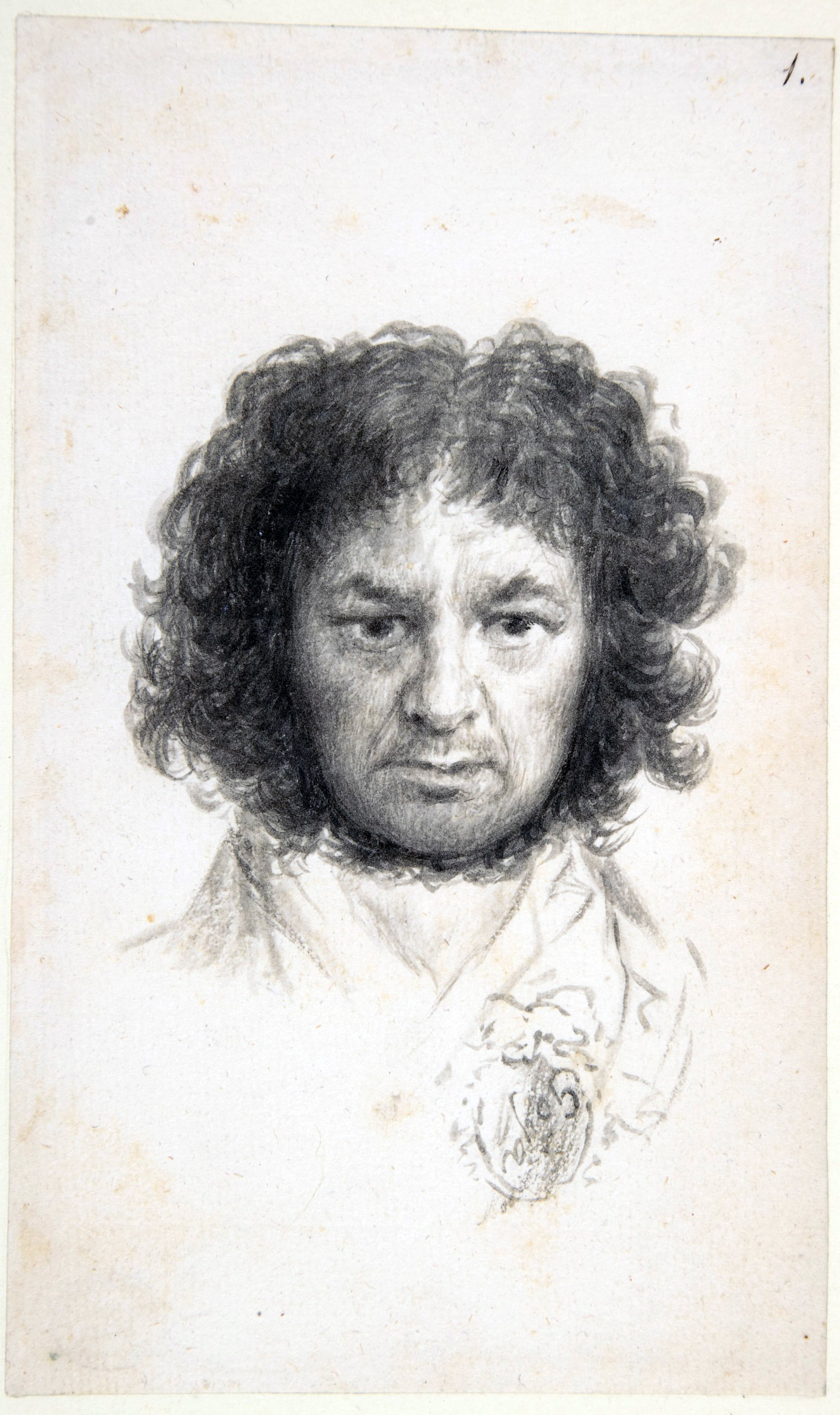
Autorretrato (h. 1800), Museo Metropolitano de Arte, Nueva York

De los dos autorretratos casi idénticos realizados en 1815, uno fue donado por Javier Goya a la Academia de San Fernando en 1829. En esta obra, Goya se retrata con una ligera sonrisa y parece más joven y menos fatigado que en la obra en el Prado. Así mismo, otra diferencia entre las dos obras es que en esta el artista parece inclinarse más hacia su derecha para mirar por encima de un caballete.
El otro, que se encuentra en el Museo del Prado, se encontraba probablemente en la Quinta del Sordo, pues figura en el inventario que Antonio de Brugada realizó en 1834; fue adquirido por el museo en 1866, procedente del Museo de la Trinidad. Se autorretrata en esta obra vestido de bata de pintor de terciopelo rojo oscuro y camisa blanca y la firmó sobre la pintura aún fresca.

## Década de 1820

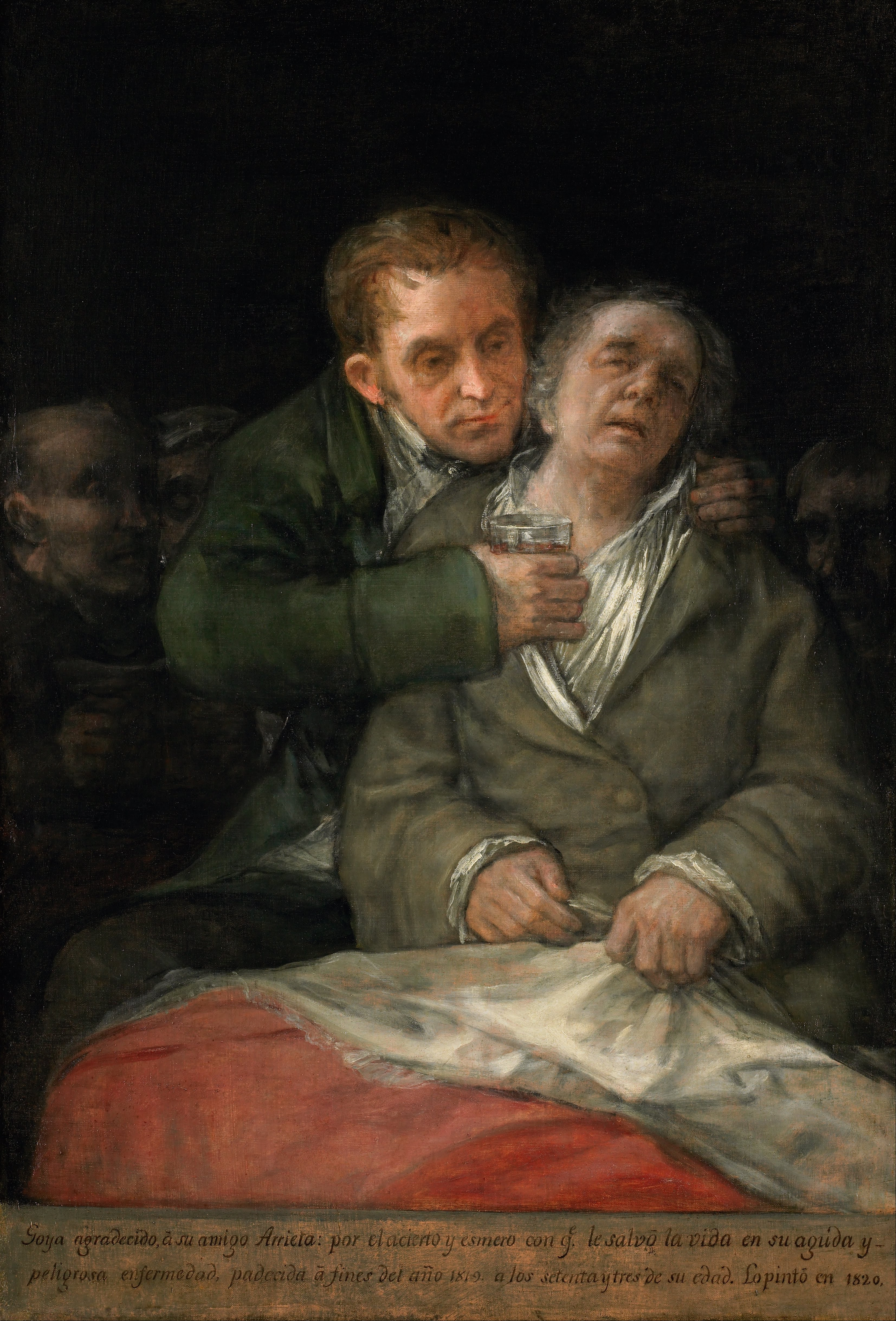
Goya a su médico Arrieta (1820), Instituto de Arte de Mineápolis

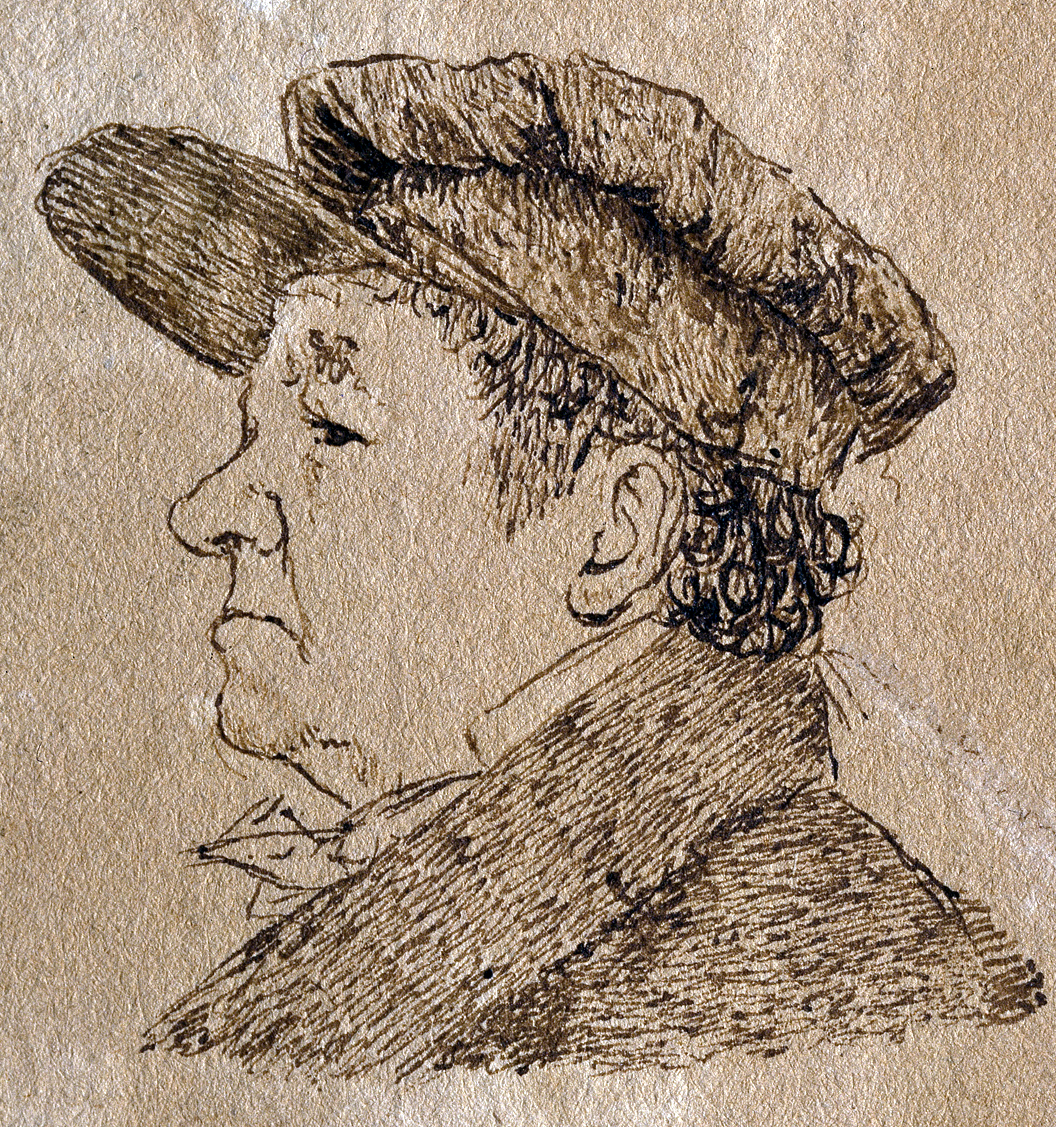
Autorretrato con gorra (1824), Museo del Prado. Es el último autorretrato conocido de Goya.

Emotivo es Goya a su médico Arrieta, un cuadro pintado en 1820 que refleja la grave enfermedad que padeció desde noviembre de 1819 —quizá el tifus—, en la que fue atendido por el médico Eugenio García Arrieta. Se autorretrata enfermo y agonizante, sostenido por detrás por el doctor que le da a beber alguna medicina. En un fondo oscuro aparecen al fondo a la izquierda unos rostros de mujer que la crítica ha identificado con la representación de las Parcas. En una cartela en la parte baja del cuadro figura un epígrafe, presumiblemente autógrafo, en el que se lee:

Goya agradecido, á su amigo Arrieta: por el acierto y esmero con q.e le salvó la vida en su agúda y- / peligrosa enfermedad, padecida á fines del año 1819, a los setenta y tres años de su edad. Lo pinto en 1820.

La última imagen conocida de la mano del propio artista es un dibujo pequeño, de 84 mm x 69 mm, realizado en 1824 a pluma con tinta parda adquirido por el Museo del Prado en 1944, con su rostro de perfil y tocado con una gorra.